# بست دنکی
بست دنکی (انگلیسی: Best Denki) شرکت خرده‌فروشی ژاپنی است، که در سال ۱۹۵۳ تأسیس شد.